# Industria românească de armament

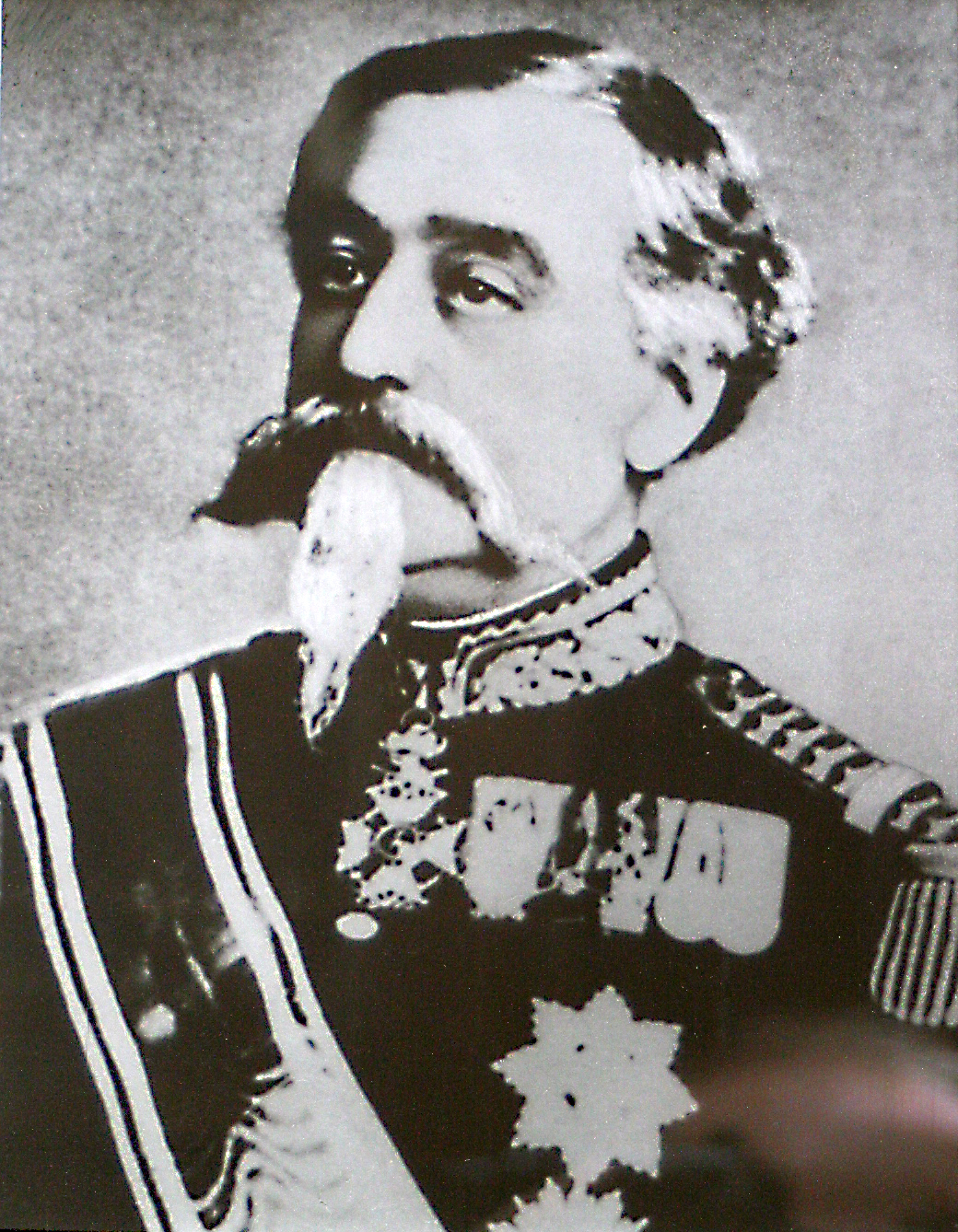
Generalul Ioan Emanoil Florescu, ministrul de război care a înființat primele fabrici de armament din România.

Industria românească de armament a fost înființată oficial la 26 august 1861 printr-un decret al domnitorului Alexandru Ioan Cuza (în baza unui raport elaborat de ministrul de război Ion Ghica) care prevedea înființarea „Direcției stabilimentelor de material de artilerie”. Construcția și organizarea stabilimentelor a fost realizată sub mandatul ministrului de război Ioan Emanoil Florescu.
Din anul 1861 până în anii 1930, industria de armament din România a rămas la un stadiu embrionar. Din cauza cursei înarmării din perioada interbelică, în industria românească de armament s-a investit masiv. La sfârșitul celui de-al Doilea Război Mondial, în Regatul României se puteau fabrica arme de foc, tunuri antitanc, de câmp și antiaeriene, avioane de luptă, nave militare și muniții. Fabricile de război au fost desființate la sfârșitul războiului din cauza prevederilor Tratatului de Pace de la Paris din 1947.
În anii 1950, la îndemnul Uniunii Sovietice, au fost reînființate fabricile de armament, însă România a rămas în continuare dependentă de importurile de armament și muniții din URSS. Procesul de modernizare și augmentare al industriei de armament a fost accelerat după anul 1968, în urma răcirii relațiilor cu Uniunea Sovietică. Autoritățile de la București au solicitat licențe de fabricație, însă produsele fabricate în România aveau un cost mai mare de fabricație din cauza tehnologiei depășite și erau cu cel puțin o generație în urma celor fabricate în URSS. La sfârșitul anilor 1980, criza economică a acutizat problemele industriei de apărare, iar la nivel politic autoritățile s-au opus creșterii cheltuielilor militare.
La începutul anilor 1990, industria de armament a intrat într-un proces de reformă, însă continuă să aducă pierderi la bugetul de stat al României. Peste 90% din producție este destinată exportului.

## Istoric

### Începuturile industriei de armament în România

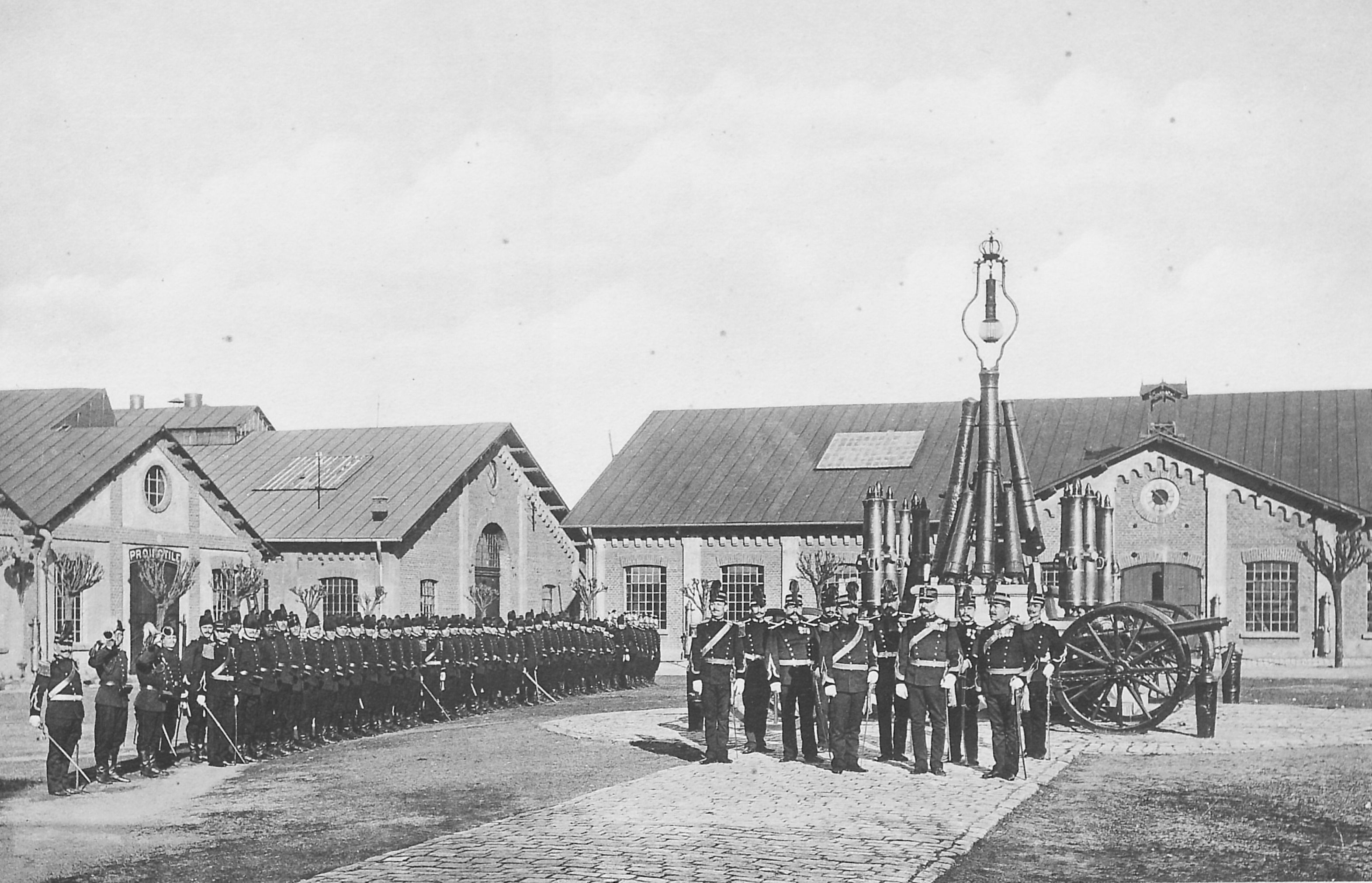
Arsenalul Armatei în anul 1902.

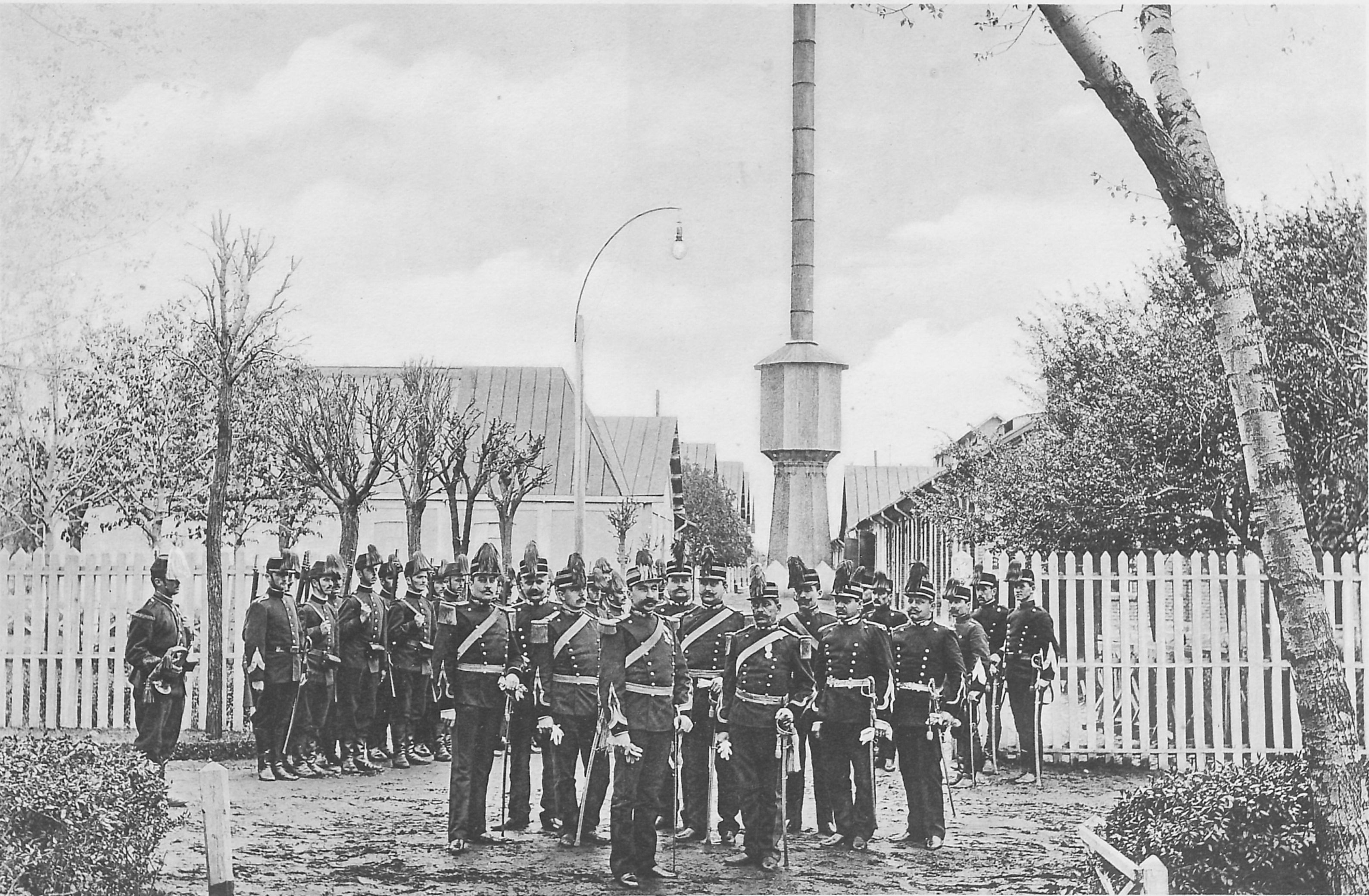
Pirotehnia Armatei.

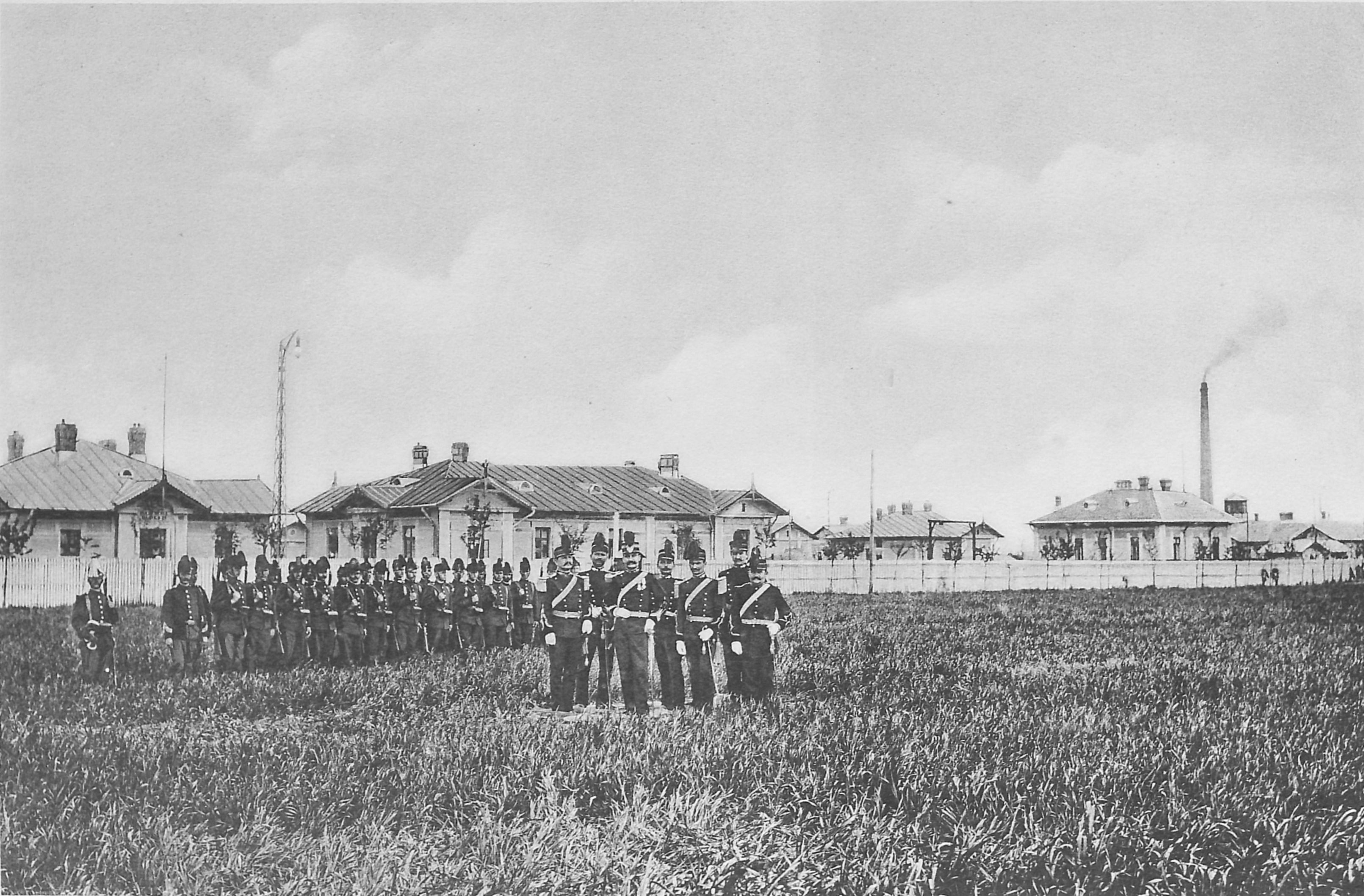
Fabrica de Pulbere din Dudești, înființată în anul 1896.

După Unirea Principatelor, în Muntenia și Moldova existau doar prăfării în care era fabricat praful de pușcă necesar armatei. Aceste stabilimente echipate rudimentar nu erau capabile de a aproviziona eficient o armată modernă. În anul 1860, ministrul de război de la vremea respectivă, generalul Ioan Emanoil Florescu, a decis să-l trimită în Belgia, la o fabrică de armament din Anvers, pe căpitanul de artilerie Enric Herkt pentru a studia procesul de fabricație a muniției, în vederea înființării unei fabrici similare în Principatele Unite.
În 1861, căpitanul Herkt s-a întors din Belgia cu un proiect privind construirea unei capsulării. Acesta a fost aprobat de domnitorul Cuza, care a decis înființarea „Direcției stabilimentelor de material de artilerie”. Avansat în grad, maiorul Herkt a ocupat funcția de director în cadrul acestei instituții. La 23 noiembrie 1861, Alexandru Ioan Cuza a aprobat construcția Direcției stabilimentelor de material de artilerie, precum și organizarea acesteia în trei fabrici: Pirotehnia, Arsenalul de construcții al armatei și Fabrica de pulbere.
Inițial, Direcția stabilimentelor de material de artilerie trebuia să fie amplasată în clădirile de la Malmaison (Calea Plevnei în prezent), însă Pirotehnia și Arsenalul au fost mutate în Dealul Spirii deoarece la Malmaison a fost înființată o cazarmă. Fabrica de pulbere a fost înființată la Târgușor, lângă Ploiești, unde se afla deja o prăfărie. În luna iulie a anului 1862, când domnitorul Cuza a vizitat fabricile de armament din Dealul Spirii, aici erau fabricate tuburi metalice, erau încărcate cartușe și proiectile, șrapnele și artificii. În luna octombrie a aceluiași an, două cazane au fost achiziționate din Belgia în vederea construirii unei „Manufacturi de arme” (fabrică de armament portativ de infanterie). Maiorul Herkt a fost trimis din nou în Belgia pentru a studia procesul de fabricație. Întors în țară după 14 luni petrecute la Manufactura de arme din Liège, Herkt a achiziționat și utilajele necesare fabricării în masă a armamentului portativ. În anul 1865, fabricarea gloanțelor de pușcă se realiza în mod automat.
Până la izbucnirea Războiului de Independență, fabricile de armament au fost modernizate și reorganizate după tendințele epocii (instalații de transport intern „Decauville”, instalații de apă caldă, cazane și mașini cu abur). Procesul de modernizare a continuat și după război, însă fabricile se confruntau cu un deficit semnificativ de personal calificat. Abia în anul 1892 Pirotehnia Armatei a fost complet operaționalizată. Doi ani mai târziu, a fost achiziționată și prima mașină care producea curent electric în vederea iluminării unor secții. La 1 mai 1896 a fost înființată o Fabrică de pulbere fără fum în Dudești, lângă București.
În perspectiva intrării în război, la 31 august 1915, Consiliul de Miniștri a decis înființarea unei noi pirotehnii lângă cea veche. Noua fabrică, dotată și cu o turnătorie, urma să producă zilnic 500.000 de cartușe, 7000 de proiectile și 70 de tone de alamă. La data intrării în război, noua pirotehnie era parțial operaționalizată. Cu toate acestea, Pirotehnia Armatei putea produce zilnic 550.000 de elemente ale cartușului model 1893 și să încarce 1,8 milioane de cartușe. Concomitent, ea putea fabrica zilnic 50.000 de cartușe pentru pușca model 1879, 100.000 de cartușe pentru pistolul semiautomat model 1912 Steyr, 30.000 de cartușe pentru revolverul model 1896, câte 2500 de tuburi-cartuș și focoase de artilerie, precum și multe alte componente ale unor muniții. Din 1913, s-a asimilat în producție proiectilul unic pentru tunul de câmp 75 mm model 1904 și proiectilul pentru obuzierul greu de 150 mm. Proiectilele din fontă încărcate cu pulbere neagră au fost înlocuite de proiectilele din oțel cu explozivi brizanți.
În timpul Primului Război Mondial, Arsenalul, Pirotehnia și Pulberăria au fost mutate în Moldova. Producția a fost semnificativ afectată din cauza lipsei materiilor prime, a personalului calificat și a unor utilaje abandonate la București.
În privința navelor de război, la Brăila a fost înființat în anul 1864 un mic atelier de reparații. Acesta a fost mutat în anul 1867 la Galați, unde a fost construit Arsenalul Marinei Militare. Inițial, au fost construite șlepuri și șalupe, iar în anul 1907 au fost asamblate monitoare fabricate la Trieste în Imperiul Austro-Ungar. Industria aeronautică din România a fost înființată odată cu Ordinul nr. 7925/5 noiembrie 1909 prin care se ordona Arsenalului de Construcții al Armatei din București construirea unui avion după indicațiile și sub supravegherea lui Aurel Vlaicu.

### Perioada interbelică și al Doilea Război Mondial

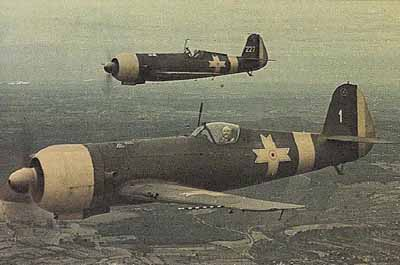
Avioane de vânătoare IAR 80 fabricate de IAR Brașov.

După Primul Război Mondial, fabricile de armament din țară s-au ocupat în principal cu recondiționarea și repararea armamentului și a muniției din dotare. Două noi arsenale de construcții au fost construite la Sibiu și Roman. Pirotehnia Armatei a recondiționat peste 5,6 milioane de proiectile și a fabricat aproximativ un miliard de cartușe, fiind aprovizionată de Fabrica de Pulbere în acest sens.
Până la începutul anilor 1930, industria de armament din țară care se ocupa de înzestrarea Forțelor Terestre a stagnat. Scandalul „Afacerii Škoda” a reprezentat un moment de cotitură care, deși a întârziat și mai mult procesul de modernizare a armatei, a condus la dezvoltarea masivă a industriei de apărare românești. Un program de înzestrare fără precedent a fost demarat în anul 1935. Acesta cuprindea atât reorganizarea și modernizarea fabricilor existente, cât și înființarea unor noi fabrici de armament. În Regatul României urmau a fi fabricate tunuri, armament portativ de infanterie, muniții, chesoane și antetrene pentru piesele de artilerie, trăsuri pentru logistică și aparatură optică sub supravegherea și îndrumarea Inspectoratului Tehnic al Armatei.
Astfel, înainte de cel de-al Doilea Război Mondial, la Uzinele Reșița erau fabricate sub licență tunuri antiaeriene Vickers-Reșița de calibrul 75 mm (în timpul războiului au fost fabricate și tunuri antitanc Reșița Model 1943 de calibrul 75 mm, precum și aruncătoare Reșița Model 1942 de calibrul 120 mm). La uzinele Astra-Brașov erau fabricate sub licență tunuri antiaeriene automate de calibrul 37 mm Rheinmetall Model 1939 și unele componente ale tunului antiaerian Vickers-Reșița de calibrul 75 mm. Uzinele Concordia din Ploiești fabricau sub licență tunuri antitanc de calibrul 47 mm Schneider-Concordia și muniția respectivă. La Uzinele Voina din Brașov era repartizată producția aruncătoarelor Brandt de calibrul 60 mm Model 1935 și 81,4 mm Model 1927/31 și muniția acestora. La Uzinele Copșa Mică-Cugir erau fabricate sub licență puști-mitralieră ZB vz. 30 și cartușe (în timpul războiului au fost fabricate și pistoale-mitralieră Orița). Arsenalul Armatei fabrica grenade și corpuri de proiectile, iar Pirotehnia se ocupa de grenade și cartușe. La Uzinele Mârșa din Sibiu erau fabricate grenade și focoase, la Uzinele Mărgineanca erau construite grenade, focoase și corpuri de proiectile, iar la Uzinele Titan-Nădrag-Calan erau fabricate grenade și corpuri de proiectile. Uzinele Malaxa fabricau focoase și corpuri de artilerie. Tot aici erau asamblate și șeniletele Renault UE, fabricate în Franța. Uzinele Costinescu din Sinaia aprovizionau armata cu muniție antitanc și corpuri de proiectile, iar uzinele Lemaître, Wolff, Schell și Vulcan din București asigurau corpuri de proiectile și unele reparații. Explozivii și pulberile erau fabricate de Pulberăria Armatei și de Fabrica de explozivi.

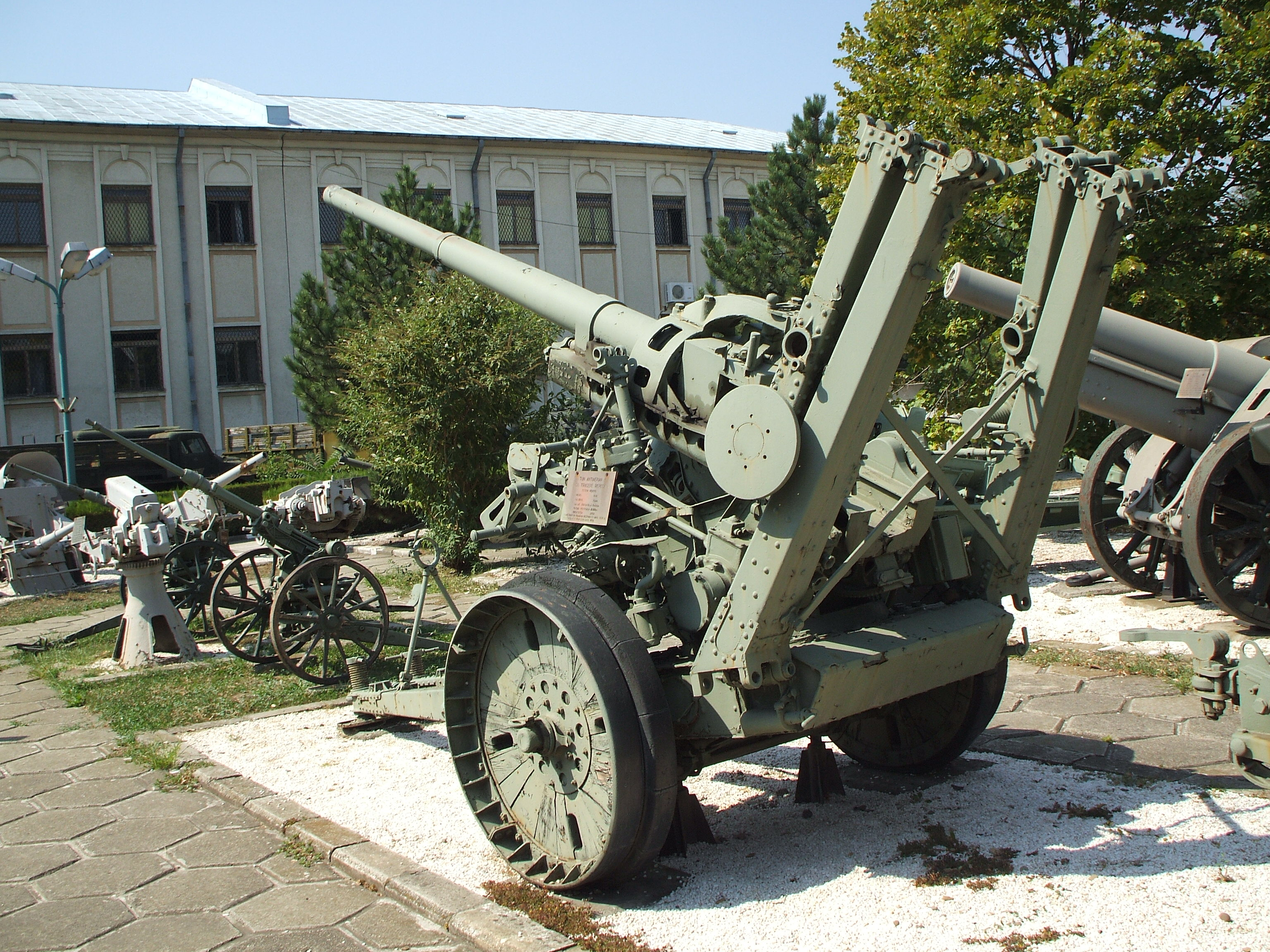
Tun antiaerian Vickers-Reșița fabricat sub licență la Uzinele Reșița.

Producția chesoanelor, antetrenelor și trăsurilor era repartizată uzinelor Semănătoarea din Craiova, Concordia din Ploiești, Riger și Fabricius din Sibiu, Fichet, Lemaître, Wolff și Malaxa din București, Schell din Brașov, la unele ateliere din Petroșani, Reșița, precum și la atelierele Uzinei Româno-Americană (care asambla și camioane Ford) și Steaua Română. Au existat planuri și intenții pentru producția puștilor vz. 24 și a mitralierelor grele ZB vz. 53, însă acestea nu s-au concretizat. Deși Uzinele Malaxa au achiziționat licența pentru producția tanchetei R-1, aceasta nu a mai fost fabricată. Planurile privind o fabrică de tancuri Renault au fost și ele abandonate. Uzinele Malaxa și Ford-Română nu puteau fabrica vehicule fără piese importate, producția șeniletei Malaxa și a autocamioanelor Ford fiind sistată în timpul războiului. La Reșița au fost construite prototipurile unui autoblindat și ale unui tractor de artilerie, însă acestea nu au intrat în producție. Seria zero a vânătorului de tancuri Mareșal, aflată în fabricile Rogifer (fostele Uzine Malaxa) a fost confiscată de URSS după 23 august 1944.
Prima fabrică de profil aeronautic a fost înființată în anul 1923, fiind denumită SET (Societatea pentru Exploatări Tehnice). Ulterior, au fost înființate și alte fabrici de avioane: IAR Brașov în anul 1925 și ICAR în 1932. Programul de modernizare al armatei demarat în 1935 prevedea fabricarea avioanelor de luptă în țară. Producția lunară de avioane a rămas la un nivel foarte mic din cauza pieselor importate din Franța, Italia și, ulterior, Germania.
Construcția navelor de război avea cea mai mică prioritate în cadrul programului de reînarmare din 1935. Drept urmare, la Șantierul Naval din Galați a fost construit doar puitorul de mine NMS Amiral Murgescu și au fost asamblate două submarine: NMS Rechinul și NMS Marsuinul, deși au existat planuri pentru construirea mai multor nave de luptă. Monitoarele de pe Dunăre au fost modernizate între anii 1937-1943 la Galați.

### România în cadrul Tratatului de la Varșovia

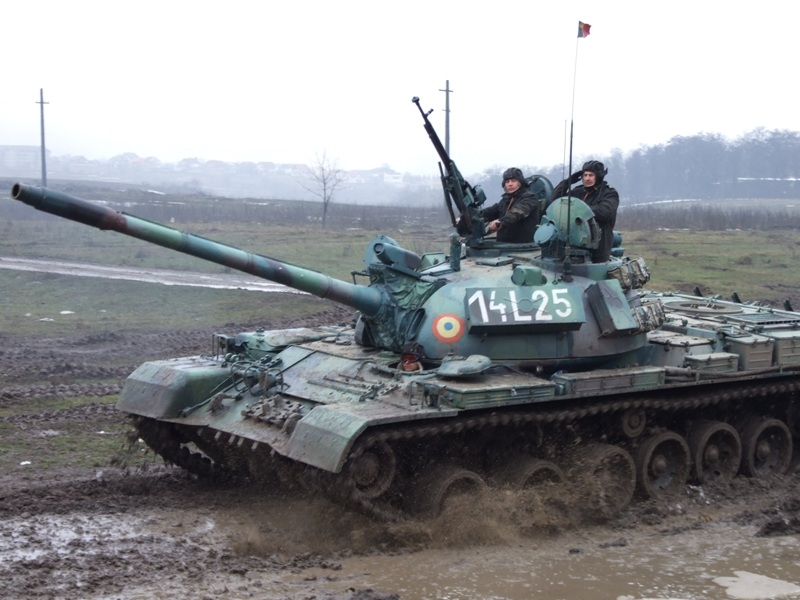
Tancul TR-85, construit la Fabrica de Mașini Grele Speciale din București.

După un an și jumătate de la semnarea Tratatului de Pace de la Paris din 1947, guvernul de la București a decis reînființarea unor fabrici de armament și muniții, în ciuda protestelor venite din partea conducerii Statelor Unite ale Americii și guvernului Marii Britanii. În urma reuniunii de la Moscova din ianuarie 1951, guvernul comunist de la București a hotărât achiziționarea unor mașini-unelte și instalații în vederea augmentării industriei de apărare. Astfel, la începutul anilor 1960, în România erau fabricate pistoale TTC, carabine SKS, pistoale-mitralieră PPȘ-41, aruncătoare de grenade antitanc AG-2, aruncătoare de flăcări LPO-50, mitraliere antiaeriene grele ZU-2 de calibrul 14,5 mm, detectoare de mine UMIV-1, pod de pontoane P.R. 60, măști contra gaze model 1952 și 1958, precum și diverse alte echipamente și muniții. În ciuda sprijinului acordat de URSS, industria de armament din România a întâmpinat serioase dificultăți în asimilarea unor elemente electronice și electrotehnice. În anul 1965, doar 27% din tehnica armatei era fabricată în țară, restul echipamentelor fiind importate din alte țări (în principal, URSS).
În urma invadării Cehoslovaciei, procesul de augmentare al industriei de apărare din România a fost accelerat, fiind asimilate în producție numeroase echipamente, în concepție proprie sau sub licență. În cadrul Institutului 111 (Institutul de Cercetări și Proiectări Armament, Muniții și Aparatură Optică) erau concepute majoritatea echipamentelor terestre, iar la Institutul 222 erau dezvoltate produsele aerospațiale.

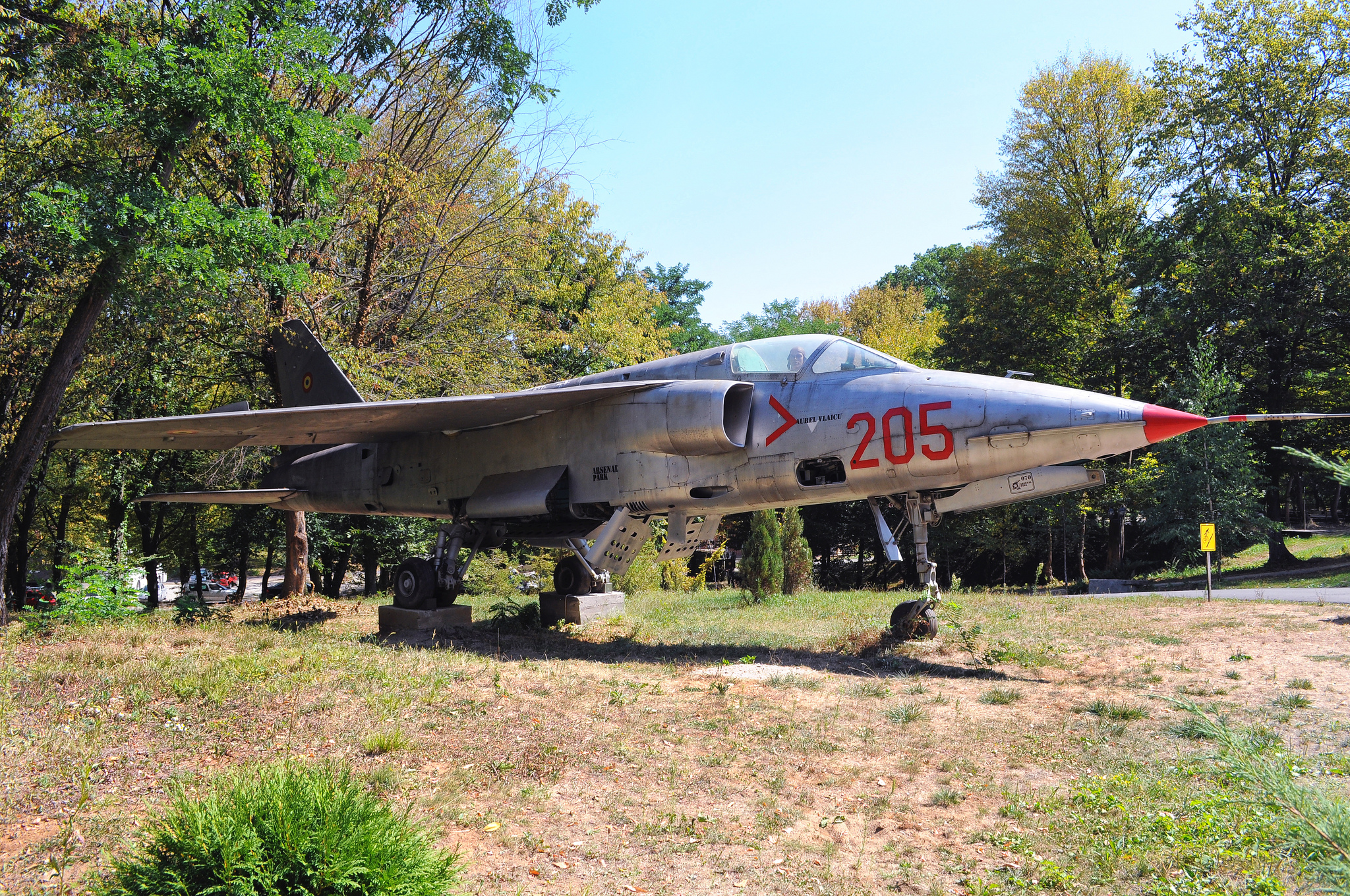
Avionul de vânătoare-bombardament IAR-93, dezvoltat în colaborare cu Iugoslavia.

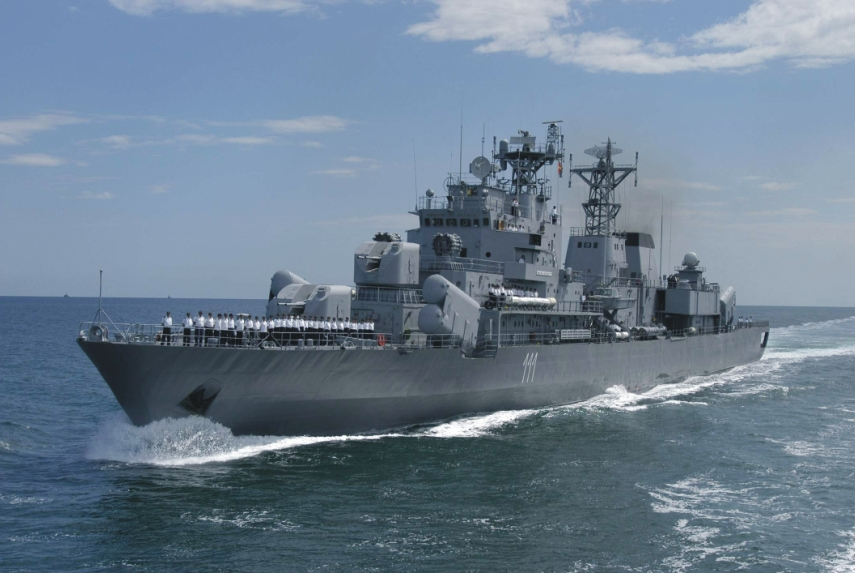
„Mărășești”, cea mai mare navă de război construită în România.

Producția armamentului ușor era repartizată Uzinelor Mecanice din Cugir, Sadu și Mija (pistoale Carpați și TTC, pistoale-mitralieră PM md. 63/65, pușca automată PA md. 86, pușca-mitralieră PM md. 64, mitraliera model 1966, pușca semiautomată cu lunetă PSL, aruncătoare de grenade antitanc AG-7 și AG-9). La Întreprinderea Automecanică Mârșa și Uzinele „23 August” din București erau fabricate tancuri și turele pentru tancuri (TR-580 și TR-800). Întreprinderea „Electromagnetica” se ocupa de realizarea sistemelor de ochire de tip Ciclop ale tancurilor românești, iar IOR de echipamentele optice ale armatei. La Crângul lui Bot se afla Întreprinderea de producție și reparații a tehnicii de rachete (complexul antiaerian autopropulsat CA-95, rachete antitanc Maliutka, proiectile reactive nedirijate PRN-80, rachete aer-aer A-90 și A-91, rachete aer-sol A-921). Uzina Automecanica Moreni și bazele de reparații de la Bucov, Mizil, Ribăr și Târgoviște se ocupau de producția și repararea transportoarelor blindate TAB-71, TAB-77 și TABC-79, tractoarele de artilerie TAR-76 și TMA-83, precum și autoblindatele ABI. La Reșița erau fabricate tunuri antitanc de calibrul 100 mm Model 1975/77, obuziere de calibrul 152 mm Model 1981, tunuri de calibrul 130 mm Model 1982, tunuri-obuziere de calibrul 152 mm Model 1985 și tunuri de munte de calibrul 76 mm Model 1982. La IAR Brașov erau fabricate elicoptere ușoare IAR-316 și medii IAR-330, iar la Întreprinderea „Turbomecanica” erau fabricate motoare de avioane și elicoptere. Uzinele de Avioane de la Craiova și Bacău fabricau avioanele IAR-93 și IAR-99. Tot la Bacău erau fabricate și aruncătoarele de proiectile reactive BM-21 sub licență. La Uzina „Steagul Roșu” din Brașov erau fabricate autocamioane militare și piese pentru vehicule blindate. ARO Câmpulung-Muscel fabrica vehicule de teren pentru armată, iar Arsenalul Armatei din Sibiu și Întreprinderea Mecanică din Bacău asigurau autospeciale. Aruncătoarele de bombe Model 1977, 1982 și 1988 erau fabricate la Brașov. Uzina Mecanică Mizil fabrica sub licență mașini de luptă ale infanteriei MLI-84 și obuziere autopropulsate Model 1989 de calibrul 122 mm. La UTB au fost fabricate mașinile de luptă ale vânătorilor de munte MLVM.
Deoarece industria de profil nu făcea față solicitărilor pentru export, comuniștii au început, în 1983, construcția a 3 noi fabrici mecanice la Filiași, Băbeni și Drăgășani, fabrici care au început să producă imediat după finalizarea construcțiilor, începând din 1985. 
În 1989, România comunistă era a opta țară, din lume, exportatoare de armament.

### 1990 până în prezent
În iulie 2016, o amplă anchetă realizată de o echipă de jurnaliști de investigații a arătat că țări est-europene, si cu ajutorul unor tarii vest-europene au aprobat vânzarea discretă a unor arme în valoare de peste un miliard de euro în ultimii patru ani către state din Orientul Mijlociu despre care se știe că le livrează apoi în Siria.